# Hermann Giesler
Hermann Giesler (Siegen, 2 de abril de 1898 - Düsseldorf, 20 de enero de 1987) fue un arquitecto alemán durante la Alemania nazi, el segundo arquitecto más favorecido y recompensado por Hitler, después de Albert Speer. Fue uno de los autores más representativos de la Arquitectura nazi.

## Biografía
Hermann Giesler completó sus estudios de arquitectura en la Academy for Applied Arts en Múnich. En 1930 comenzó a trabajar por su cuenta como arquitecto independiente. En 1933 llegó a ser jefe de obras del distrito en Sonthofen y en 1937, profesor.
A finales de 1938 diseñó Ordensburg Sonthofenhe, un acuartelamiento  en Sonthofen, planificó Gau Forums (reuniones políticas) en Weimar y Augsburg, y la "universidad" para el Partido Nacionalsocialista Obrero Alemán (NSDAP) en Chiemsee. También trabajó en la remodelación de diferentes edificios (como el Hotel del Elefante en Weimar). Además, fue encargado de construir la casa de Hitler en Múnich.
En 1938 fue nombrado por Hitler "inspector general de edificios" para la reorganización de la ciudad de Múnich. Posteriormente llegaría a director de la Organización Todt, siendo uno de los directores del Grupo de Trabajo VI encargado de los proyectos en Baviera.
A principios de 1941, tras la caída en desgracia de su colega Roderich Fick, Giesler fue encargado por Hitler de la reorganización de toda la ciudad de Linz. A partir de 1942 trabajó en el desarrollo urbanístico de la orilla del Danubio y en 1944 diseñó un centro cultural, objeto de un gran interés por parte de Hitler. Trabajó en el proyecto del Grand Dôme, encuadrado en la reorganización de la ciudad de Berlín. 
Durante la guerra, Speer y Giesler tuvieron discusiones acaloradas sobre varios estilos arquitectónicos. En septiembre de 1944 fue nombrado uno de los artistas más importantes del Reich en la Gottbegnadeten-Liste, un listado de 36 páginas compuesto por Joseph Goebbels de los artistas considerados cruciales para la cultura nazi.
Después de la guerra, Giesler escribió Ein anderer Hitler (Otro Hitler), unas memorias personales sobre su relación con el mandatario nazi.

## Familia
Su hermano Paul Giesler fue un importante miembro y líder del Partido Nazi durante la contienda.